# Okręty desantowe typu Albion
Okręty desantowe typu Albion – brytyjskie okręty desantowe-doki (LPD, ang. Landing Platform Dock), które zaczęły wchodzić do służby w Royal Navy w 2003 roku. Zbudowano dwa okręty tego typu.

## Projekt i budowa
W 1985 roku na zlecenie Royal Navy rozpoczęły się prace koncepcyjne nad przyszłością dużych okrętów desantowych. Wybrano wariant, w którym istniejące udane okręty desantowe typu Fearless zostaną zastąpione przez nowo zbudowane okręty desantowe o zbliżonej charakterystyce. Ze względów finansowych w 1988 roku przesunięto decyzję o budowie nowych jednostek. Dodatkowo w 1990 roku HMS „Fearless” został skierowany na remont w celu tymczasowego przywrócenia go do służby.
W 1991 roku brytyjski rząd ogłosił decyzję o budowie dwóch nowych okrętów desantowych-doków i przystąpił do opracowywania szczegółowej koncepcji nowych okrętów. Po zakończeniu tych prac w 1994 roku, wysłano zapytania ofertowe do trzech stoczni, z których możliwą do przyjęcia odpowiedź przysłała stocznia Vickers Shipbuilding and Engineering Limited (obecnie BAE Systems Marine) mieszcząca się w Barrow-in-Furness. 18 lipca 1996 roku został podpisany kontrakt na opracowanie projektu konstrukcyjnego i budowę dwóch jednostek, z których pierwsza miała wejść do służby w 2000 roku. Stocznia w celu realizacji kontraktu musiała zostać przebudowana. Istniejąca hala montażowa wykorzystywana do budowy okrętów podwodnych była zbyt mała i należało zbudować nową pochylnię. W hali miały powstawać bloki nowych okrętów, które miały być następnie montowane na pochylni. Pierwszy z budowanych okrętów miał otrzymać imię HMS „Albion” i numer taktyczny L14, drugi zaś miał otrzymać nazwę HMS „Bulwark” i numer taktyczny L15.

## Dane taktyczno-techniczne

### Kadłub
Kadłub okrętów o długości 176 metrów charakteryzował się wysoką wolną burtą, krótkim pokładem dziobowym wyposażonym w artyleryjski zestaw obrony bezpośredniej, dwukondygnacyjną nadbudówką na śródokręciu i lądowiskiem dla śmigłowców w rejonie pokładu rufowego. Na nadbudówce posadowiono trzy maszty będące podstawami pod urządzenia radarowe, łącznościowe i rozpoznawcze. Dwa kominy umieszczono na prawej burcie. W tylnej części nadbudówki znalazło się centrum kierowania ruchem powietrznym. Nadbudówkę wyposażono w instalację wodną, która w razie konieczności mogła być wykorzystana do automatycznego spłukiwania opadu radioaktywnego w przypadku ataku jądrowego.
W dolnym rejonie części rufowej umieszczono studnię dokową, służącą do transportu kutrów i barek desantowych. Nad studnią dokową umieszczono pomieszczenia dla desantu. Dolna część kadłuba w rejonie śródokręcia mieści magazyny sprzętu wojskowego. Pomieszczenia dla załogi znajdują się na śródokręciu, nad pokładem samochodowym oraz na prawej burcie w okolicy pokładu śmigłowcowego. Ogólnodostępne pomieszczenia socjalne znajdują się głównie w części dziobowej oraz w przyburtowych częściach śródokręcia. 20% kabin załogi zostało przystosowanych dla potrzeb kobiet. Kabiny te zostały zgrupowane w jednej części okrętu i tworzą wydzieloną strefę.
Okręty mają wyporność standardową 14 600 ton i pełną 18 500 ton. Po zalaniu przestrzeni dokowej wyporność wzrasta do 21 500 ton.

### Napęd
Okręty posiadają spalinowo-elektryczny układ napędowy, w którym silniki wysokoprężne zintegrowane są z generatorami produkującymi prąd elektryczny. Generatory napędzane są przez cztery silniki wysokoprężne: dwa Wärtsilä Vasa 16V 32LNE o łącznej mocy 17 000 KM oraz dwa Wärtsilä Vasa 4R 32LNE o mocy 4216 KM każdy. Generatory wytwarzają prąd o napięciu 6,6 kV, który napędza dwa silniki elektryczne prądu przemiennego o mocy 6000 kW. Przenoszą one moc na dwie pięciołopatowe śruby o stałym skoku. W celu polepszenia własności manewrowych okręty zostały wyposażone w dziobowy ster strumieniowy o mocy 1176 KM. Przy średniej prędkości 15 węzłów zasięg wynosi 8000 Mm.
Dzięki napędowi spalinowo elektrycznemu udało się uprościć konstrukcję siłowni okrętowej i zmniejszyć jej załogę w porównaniu z okrętami desantowymi typu Fearless o 65%.

### Uzbrojenie
Głównym uzbrojeniem okrętów są dwa artyleryjskie zestawy obrony bezpośredniej. Przez pierwsze lata służby były to zestawy o kalibrze 30 mm Goalkeeper. W 2017 roku rozpoczął się proces przezbrajania na zestawy Phalanx o kalibrze 20 mm. Dodatkowo na dachu mostka umieszczono dwa działka GAM-B01 kalibru 20 mm.

## Okręty
| Okręt             | Stocznia                                     | Rozpoczęcie budowy | Wodowanie         | Wejście do służby | Los okrętu |
| ----------------- | -------------------------------------------- | ------------------ | ----------------- | ----------------- | ---------- |
| HMS Albion (L14)  | Vickers Shipbuilding and Engineering Limited | 23 maja 1998       | 9 marca 2001      | 19 czerwca 2003   | w służbie  |
| HMS Bulwark (L15) | Vickers Shipbuilding and Engineering Limited | 27 stycznia 2000   | 15 listopada 2001 | 28 kwietnia 2005  | w służbie  |